# جامعة نصير الدين الطوسي للتكنولوجيا
جامعة نصير الدين الطوسي للتكنولوجيا هي جامعة حكومية تقع في طهران في إيران تأسست عام 1928مـ. سميت هكذا نسبة إلى العالم الفارسي نصير الدين الطوسي.

## مشاهير الخريجين
- حسن طهراني مقدم، والد برنامج الصواريخ في إيران.[5][6][7] المؤسس الرئيسي لصناعة الصواريخ الإيرانية ومؤسس وحدات المدفعية لصورايخ الحرس الثوري الإيراني خلال الحرب العراقية الإيرانية.[5][8] ومسئول منظمة الاكتفاء الذاتي والبحوث الصناعية للحرس الثوري الإيراني.[9] مؤسس برامج الصواريخ بعيدة المدي الإيرانية.[10]
- داريوش رضائي نجاد، والباحث الدفاعي والنووي الذي اغتيل أمام منزله في شرق طهران من قبل إسرائيل في يوليو 2011.[11]
- مصطفی محمد نجار، وزير الدفاع في الفترة الأولی من حکومة أحمدي نجاد ووزير الداخلية في فترة الثانية من حکومته.
- محمد علي آبادي، سياسي إيراني، الرئيس السابق لمنظمة التربية البدنية، الرئيس السابق للجنة الاولمبية الوطنية لجمهورية الإسلامية الإيرانية
- رضا أمراللهي، القائم بأعمال وزير النفط في مجلس الوزراء لمحمود أحمدي نجاد.
- محمد ناظمي أردکاني، کان وزير التعاون في حکومة أحمدي نجاد.